# 日高八郎
日高 八郎（ひたか はちろう、1920年6月10日 - 1997年1月10日）は、日本の英文学者。社会学者の日高六郎の弟。

## 略歴
中国・青島生まれ。父（1875-1951）は長崎県壱岐島出身、東京外国語専門学校支那語科を出て北京大使館に勤めたあと商店を開いていた。少年時代は『暁』という家庭内新聞を発行した。1945年東京帝国大学英文科卒。指導教授は中野好夫。旧制府立高校教授を皮切りに旧・東京都立大学講師を経て1952年東京大学教養学部助教授、のち教授。1981年定年退官後、東京大学名誉教授、東海大学教授。1996年春、勲三等旭日中綬章受勲。
専門はシェイクスピア及び現代英文学。現代英文学の研究対象はチャールズ・ディケンズ、ロバート・ルイス・スティーヴンソン、D・H・ロレンス、T・S・エリオット、サマセット・モーム、オルダス・ハクスリー、ジョゼフ・コンラッド、キャサリン・マンスフィールド等多岐に渡る。中でも、マンスフィールドは『世界短編名作選 イギリス編』（新日本出版社、1978年）の中で本邦初訳となる「ひたむきな愛」を発表した。世界文学者としても知られ、研究社の『英米文学史講座』第11巻では「世界文学と英米文学」という項目を18ページに渡り執筆している。また、新日本出版社の『世界の文学』では専門のイギリス文学以外に第6巻では「北欧の文学」（小場瀬卓三と共著）、第7巻では「アイルランドの文学」の項目を執筆していることからも幅広い分野をカバーしているのがわかる。世界文学会会長、日本シェークスピア協会常任委員、日本学術会議会員等を歴任。教え子に中野春夫（学習院大学名誉教授）、五十嵐一（筑波大学助教授）、橋本槇矩（学習院大学教授）、宮城聰（演出家)等がいる。なお、一般に「ひだか」と呼ばれることが多いが、本人直筆のサインでは「ひたか」となっていることから、読みかたとしては清音のほうが正しい。

## 翻訳
- サマセット・モーム『スパイ物語』月曜書房 1950
- ヴァン・ローン 日高六郎共訳『人間の歴史の物語』、岩波少年文庫 1952
- G・B・スターン『スティーブンソン』英文学ハンドブック「作家と作品」No.22 研究社 1956
- D・H・ロレンス 村岡勇共訳『英国よわが英国よ・白い靴下』英宝社 1957
- アイヴァ･エバンズ 朱牟田夏雄、北川悌二、長谷川正平共訳『小英文学史』北星堂 1961
- チャールズ・ディケンズ『大いなる遺産』世界の文学 中央公論社 1967
- ジョセフ・コンラッド上田勤、鈴木建三共訳 『ノストローモ』 筑摩世界文学大系 筑摩書房 1975
- スティーヴンソン『ジーキル博士とハイド氏』 旺文社文庫 1975
- アイヴァ･エバンズ 朱牟田夏雄、北川悌二、長谷川正平、上島健吉共訳『小英文学史改訂増補第4版』北星堂 1984

### 監修
- 『英米文学 名作への散歩道 イギリス編2』三友社出版 1983

### 編纂
- 『シェイクスピア案内』（日本シェイクスピア協会編　編纂代表）研究社 1964
- 『世界の文学』全9巻（小場瀬卓三・佐藤静夫・北条元一と共編）新日本出版社 1976-1981
- 『世界短編名作選　イギリス編』新日本出版社 1978
- 『イラストで覚える英単語』島出版 1983
- 『イラストで覚える英熟語』島出版 1983
- 『アメリカ精神 アメリカ合衆国建国の歴史に残るドキュメント』ラボ言語教育事業グループラボ教育センター 1987

### 対訳
- サマセット・モーム『アシェンデン』金星堂 1957

## 雑誌論文
- 「火の鳥」の問題点 『新日本文学』5月号 pp162〜165 新日本文学会 1954
- 「翻訳の反省 」『机』1月号　紀伊国屋書店 1956
- 「外国文学者の態度(シンポジウム) 」『世界文学』4号 世界文学会　1957
- 「三〇年代イギリス知識人の転向問題--コードウェルとスペンダー 」『思想』10月号　pp134-144 岩波書店 1959
- 「悲劇の追究をこそ 」(斎藤勇氏追悼) 『英語青年』11月号　pp517〜518 研究社 1982
- 「上田勤著「現代英国作家論」」 『英文学研究』 1号 日本英文学会 1964
- 「英語のありがたみ 対談 加藤周一」『英語青年』1月号 pp28〜31 研究社 1974
- 「記念論文集花ざかり」『英語青年』3月号 pp631〜632 研究社 1981